# Кожанов, Иван Кузьмич
Ива́н Кузьми́ч Кожанов (12 (24) мая 1897 — 22 августа 1938) — советский военно-морской деятель, флагман флота 2-го ранга (20.11.1935), начальник Морских сил Балтийского моря (1921), начальник Морских сил Дальнего Востока (1922—1924), командующий Черноморским флотом (1931—1937). Репрессирован в годы массовых репрессий в РККА, посмертно реабилитирован.

## Биография
Отец семейства Кузьма Иванович Кожанов был переселенцем с южной части Российской империи. Он пользовался большим уважением среди станичников. По тамошним законам атаман мог быть избран только из числа потомственных или родовитых казаков. Со слов родных известно, что некоторое время Кузьма Кожанов был выборным атаманом станицы Вознесенской. Однако вскоре станичные богатеи из-за его убеждений предложили ему оставить этот пост. Тогда-то и решил бывший станичный атаман переехать в столицу Кубани. При этом он рассуждал так: хоть и хороша станица Вознесенская, да не век же в ней жить-поживать. В новый век — на новом месте. Так решил Кузьма Иванович, и супруга его поддержала. Семья перебралась на окраину Екатеринодара. Вместе с родителями переехал и первенец Кожановых Иван. Ему тогда не было ещё и года. В кубанской столице он прожил 15 лет — до своего отъезда на учёбу в Ростов-на-Дону.
Окончил церковно-приходскую школу в Екатеринодаре и реальное училище в Ростове-на-Дону. В 1915 году поступил в Петроградский горный институт, но в сентябре 1916 года со 2-го курса перешёл в Отдельные гардемаринские классы.
В 1916-1917 годах учился в Отдельных гардемаринских классах. Член РКП(б) с марта 1917 года. С ноября 1917 года по январь 1918 года находился в практическом плавании на вспомогательном крейсере «Орел» Сибирской военной флотилии на Тихом океане, где после Октябрьской революции неудачно пытался установить власть нижних чинов на корабле. За это в Гонконге был списан на берег, откуда самостоятельно добрался до Владивостока.
После возвращения в Советскую Россию примкнул к большевикам. В январе-феврале 1918 года находился во Владивостоке в качестве уполномоченного по советизации Сибирской военной флотилии. С марта 1918 года — в 1-м морском береговом отряде при Наркомате по морским делам РСФСР, выполняя ряд важнейших поручений советского правительства. Так, в марте 1918 года обеспечивал охрану Совнаркома при переезде его из Петрограда в Москву вместе с отрядом, а 18 июня 1918 года под руководством Ф. Ф. Раскольникова выполнял указание В. И. Ленина о затоплении кораблей эскадры Черноморского флота в Цемесской бухте Новороссийска.
С ноября 1918 года — сначала боец, а вскоре начальник десантного отряда Волжской военной флотилии. Командуя на Восточном фронте десантным отрядом моряков, участвовал в боях с белочехами и белогвардейцами в Поволжье. Десантный отряд Кожанова отличался высоким боевым духом и считался одной из наиболее боеспособных частей красных на всём Восточном фронте, кроме того — вопреки сложившемуся стереотипу о недисциплинированных балтийских матросах-«братишках», 22-летний Кожанов поддерживал в отряде строжайшую дисциплину. Он умел убедительно и доходчиво выступать на митингах, влиять на людей, а для авторитета среди бойцов часто сам ходил в атаку впереди атакующих цепей. За целую серию успешных десантов на реке Каме в ходе Пермской операции 1919 года награждён орденом Красного Знамени. С августа 1919 года командовал всеми десантными отрядами Волжско-Каспийской флотилии, участвовал в обороне Астрахани и руководил десантом в Энзелийской операции 1920 года.
С июня по август 1920 года находился в Персии в должности командира экспедиционного корпуса (около 2 500 человек, 12 орудий, 40 пулемётов), базирующегося на Энзели. 16 июня 1920 года Кавказское бюро ЦК РКП(б) назначило его уполномоченным по военным делам революционной Персии. На основании решения Политбюро ЦК РКП(б) принял персидское подданство. Был членом Реввоенсовета (РВС) Персидской Республики под псевдонимом «Ардашир». Вёл переговоры о совместных действиях с Кучек-ханом и планировал наступление вглубь Персии для изгнания англичан и советизации страны.
В августе 1920 года в должности комбрига участвовал в разгроме врангелевского десанта генерала Улагая на Кубани. С 23 сентября по декабрь 1920 года — командир Морской экспедиционной дивизии, которая под его командованием в составе группы войск Таганрогского направления участвовала в отражении наступления Русской армии генерала П. Н. Врангеля по побережью Азовского моря в районе Мариуполя в конце сентября — начале октября 1920 года и в итоге 5 октября овладела городом.
С марта по май 1921 года — начальник Морских сил Балтийского моря, вместо отстранённого от должности из-за начавшегося Кронштадтского восстания В. А. Кукеля, занимался чисткой флота для недопущения поддержки восставших остальными экипажами и береговыми частями, а затем во главе оставшихся верными большевикам частей участвовал в подавлении восстания. С июля 1921 года — начальник Кавказского сектора обороны побережья Чёрного и Азовского морей. Затем (декабрь 1921—1922) — член РВС Морских сил Чёрного и Азовского морей. С ноября 1922 по июль 1924 года — начальник (наморси) и комиссар Морских сил Дальнего Востока.
С 16 июля 1924 года зачислен в резерв при штабе РККФ. 27 октября 1924 зачислен слушателем Военно-морской академии РККФ. С 5 августа 1927 после окончания военно-морского факультета Военно-морской академии РККФ был назначен военно-морским атташе при полномочном Представительстве СССР в Японии. С марта 1930 года проходит стажировку на должности старшего помощника командира, а с сентября — на должности командира эскадренного миноносца Морских сил Балтийского моря «Урицкий». 28 ноября 1930 назначен начальником штаба Морских сил Балтийского моря. С 27 июня 1931 года — командующий Морскими силами Чёрного моря (с 11 мая 1935 — Черноморским флотом).
Главный архитектор Управления берегового строительства Морских сил Черноморского флота А. А. Венсан в начале 30-х годах  спроектировал дачу Командующего Черноморским флотом И. К. Кожанова в Алсу под Севастополем. Здание сохранилось до нашего времени.
Будущий нарком ВМФ СССР Н. Г. Кузнецов, несколько лет служивший под командованием И. К. Кожанова на Черноморском флоте, был очень высокого мнения о нём как о флотоводце:

«Руководствуясь опытом войны и придавая огромное значение новым средствам борьбы на море, Кожанов был горячим сторонником развития морской авиации, подводных лодок и торпедных катеров. По своим взглядам он, безусловно, принадлежал к передовым руководителям флота. Его не особенно привлекали крупные корабли, которые в те годы еще считались вершителями судеб в морском бою…»— Кузнецов Н. Г. Жизнь для будущего. // Флагманы [Сборник воспоминаний и очерков о репрессированных флотоводцах]. — М.: Воениздат, 1991. — 281 с. — (Временем разрешено). — ISBN 5-203-00691-1. — С.267—278.
Член Военного совета при НКО СССР с ноября 1934 года по 1937 год.
Делегат XVII съезда ВКП(б) от Крымской партийной организации. Избирался членом ЦИК СССР.
15 августа 1937 года командующий Черноморским флотом флагман флота 2-го ранга Кожанов И. К. освобождается от занимаемой должности и зачисляется в распоряжение НКО СССР.

## Арест и расстрел
Арестован 5 октября 1937 года. Во время следствия, несмотря на пытки, отказался признать вменяемые ему в вину преступления, а также не оговорил ни одного человека. Приговорён ВКВС СССР 22 августа 1938 по обвинению в участии в военно-фашистском заговоре к смертной казни через расстрел. На суде также не признал себя виновным. Расстрелян 22 августа 1938 года. Место захоронения — расстрельный полигон «Коммунарка». Реабилитирован 7 июля 1956 решением ВКВС СССР.

## Память
- Бюст И. К. Кожанова установлен в городе Краснодаре на территории бульвара «Адмиралтейский»[20].
- Именем И. К. Кожанова названы улицы в городах Краснодаре, Севастополе и Астрахани, в станице Вознесенской Лабинского района Краснодарского края[21].

## Награды
- Орден Красного Знамени (18.07.1919)
- Орден Красной Звезды (1935)